# Hollwedel
Hollwedel ist ein Ortsteil der Stadt Bassum im niedersächsischen Landkreis Diepholz. In dem Dorf leben etwa 600 Einwohner auf einer Fläche von 20,60 km².

## Geografie

### Lage

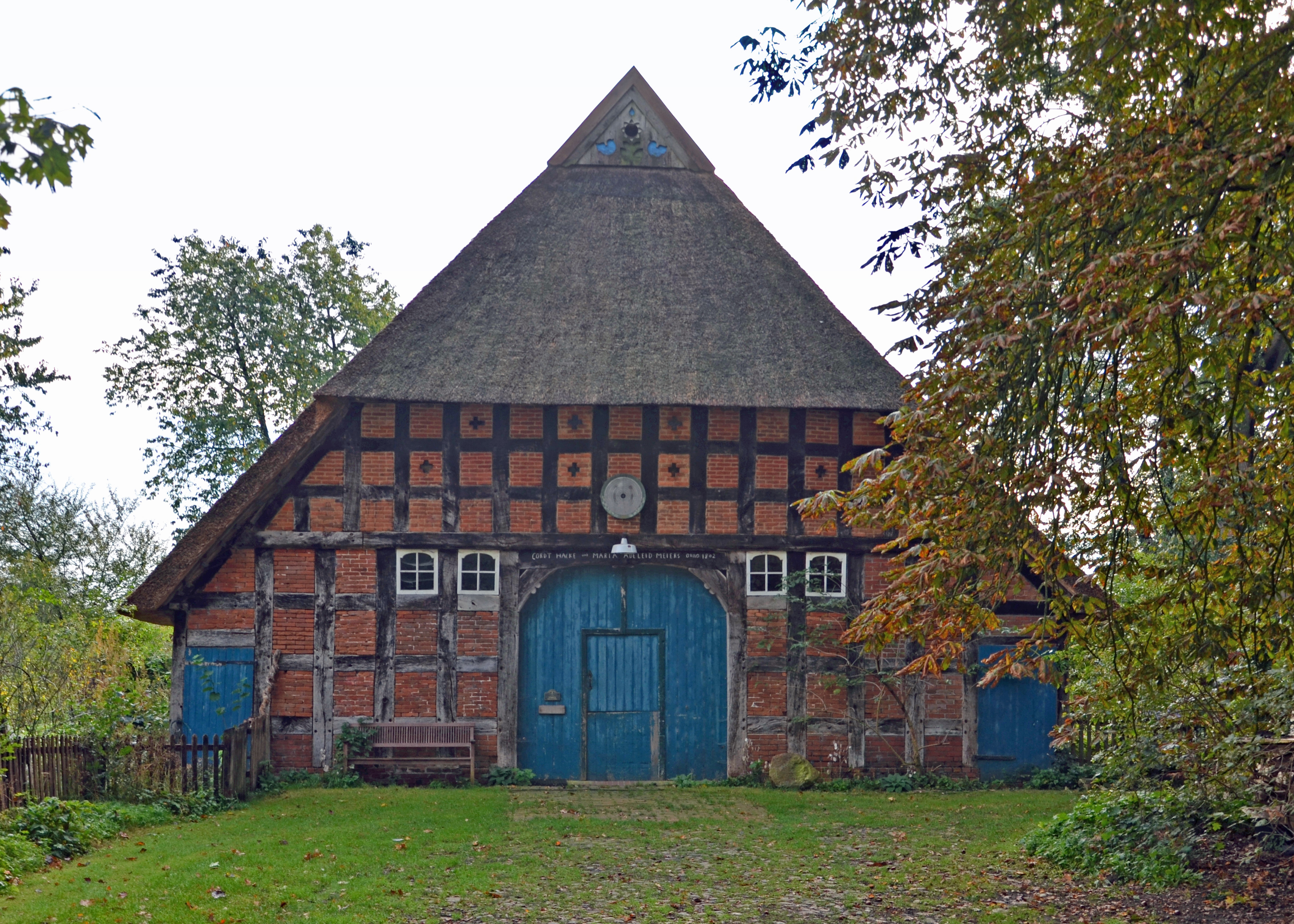
Wohn- und Wirtschaftsgebäude Möhlenhof 2

Hollwedel liegt im nordwestlichen Bereich der Stadt Bassum, 6,5 km nordwestlich vom Kernort Bassum entfernt. Zu Hollwedel gehören Dimhausen, Möhlenhof, Hilken, Katenkamp, Nüstedt, Diek, Klein und Groß Hollwedel.

### Nachbarorte
Nachbarorte sind – von Norden aus im Uhrzeigersinn – Klosterseelte, Nordwohlde, Stühren, Bassum (Zentrum), Groß Henstedt, Klein Köhren und Dünsen.

### Flüsse
Durch den Ort fließt der Dünsener Bach.

## Geschichte
Seit der Gebietsreform, die am 1. März 1974 in Kraft trat, ist die vorher selbstständige Gemeinde Hollwedel eine von 16 Ortschaften der Stadt Bassum.

## Politik
| Ortschaft Hollwedel (seit 1974) | Ortschaft Hollwedel (seit 1974) | Ortschaft Hollwedel (seit 1974) | Ortschaft Hollwedel (seit 1974) |
| Amtszeit                        | Amtszeit                        | Name                            | Partei                          |
| ------------------------------- | ------------------------------- | ------------------------------- | ------------------------------- |
| 19. September 1974              | 13. Dezember 1983               | Hans Eickhorst                  |                                 |
| 14. Dezember 1983               | 2016                            | Hans-Georg Weidenhöfer          | CDU                             |
| 2016                            | heute                           | Heimke Möhlenhof                | CDU                             |

## Straßen
Hollwedel liegt fernab des großen Verkehrs:
- Die Bundesautobahn 1 verläuft 9 km entfernt nordwestlich.
- Die von Bassum (Kernort) über Twistringen, Barnstorf und Diepholz nach Osnabrück führende Bundesstraße 51 verläuft östlich, vier Kilometer entfernt.
- Die von Bassum (Kernort) über Sulingen und Uchte nach Minden führende Bundesstraße 61 verläuft südlich, acht Kilometer entfernt.
- Die Bundesstraße 6 von Bremen über Nienburg nach Hannover verläuft östlich in elf Kilometern Entfernung.

In Hollwedel gibt es keine Straßenbezeichnungen, sondern nur Hausnummern, nach denen sich Einwohner, Postboten, Lieferanten und Besucher orientieren müssen.

## Baudenkmale
In der Liste der Baudenkmale in Bassum sind für Hollwedel drei Baudenkmale aufgeführt:
- Wohn- und Wirtschaftsgebäude Klein Hollwedel 5
- Wohn- und Wirtschaftsgebäude Möhlenhof 2 von 1802
- Wohn- und Wirtschaftsgebäude Nüstedt 1b von 1863

## Infrastruktur
- Mehrzweckhalle am Sportplatz vom Sport- und Schützenverein